# Santa Engracia del Jubera
Santa Engracia del Jubera település Spanyolországban, La Rioja autonóm közösségben. Santa Engracia del Jubera Lagunilla del Jubera, Murillo de Río Leza, Galilea, Ocón, Robres del Castillo, Munilla és Soto en Cameros községekkel határos. Lakosainak száma 192 fő (2024).

## Népesség
A település népessége az elmúlt években az alábbi módon változott:
| Lakosok száma | 198  | 185  | 192  | 176  | 184  | 159  | 159  | 161  | 181  | 192  |
|               | 2001 | 2004 | 2007 | 2009 | 2012 | 2014 | 2017 | 2019 | 2022 | 2024 |